# Liga Nacional de Guatemala 1959-60
La Liga Nacional de Guatemala 1959/60 es el décimo torneo de Liga de fútbol de Guatemala. El campeón del torneo fue el Comunicaciones, consiguiendo su tercer título de liga.

## Formato
El formato del torneo era de todos contra todos a dos vueltas, al ganar el partido se otorgaban 2 puntos, si era empate era un punto, por perder el partido no se otorgaban puntos. En caso de empate por puntos se realizaría una serie extra de dos partidos a visita recíproca para determinar quien era el campeón.

## Equipos participantes
| Club                | Ciudad                | Departamento   |
| ------------------- | --------------------- | -------------- |
| Antigua GFC         | Antigua Guatemala     | Sacatepéquez   |
| Aurora FC           | Ciudad de Guatemala   | Guatemala      |
| Chichicaste         | Ciudad de Guatemala   | Guatemala      |
| Comunicaciones      | Ciudad de Guatemala   | Guatemala      |
| Deportivo Escuintla | Escuintla             | Escuintla      |
| Eureka              | Ciudad de Guatemala   | Guatemala      |
| Folgar              | Ciudad de Guatemala   | Guatemala      |
| Juventud Retalteca  | Retalhuleu            | Retalhuleu     |
| Municipal           | Ciudad de Guatemala   | Guatemala      |
| Quiché FC           | Santa Cruz del Quiché | El Quiché      |
| Sanarate            | Sanarate              | El Progreso    |
| Tipografía Nacional | Ciudad de Guatemala   | Guatemala      |
| Universidad         | Ciudad de Guatemala   | Guatemala      |
| Xelajú MC           | Quetzaltenango        | Quetzaltenango |
| Zacapa              | Zacapa                | Zacapa         |

### Equipos por Departamento
| Departamento                                      | N.º | Equipos                                                                                           |
| ------------------------------------------------- | --- | ------------------------------------------------------------------------------------------------- |
| El Progreso                                       | 1   | Sanarate                                                                                          |
| El Quiché                                         | 1   | Quiché FC                                                                                         |
| Escuintla                                         | 1   | Deportivo Escuintla                                                                               |
| Guatemala                                         | 8   | Aurora, Chichicaste, Comunicaciones, Eureka, Folgar, Municipal, Tipografía Nacional, Universidad. |
| Quetzaltenango                                    | 1   | Xelajú                                                                                            |
| Archivo:Coat of arms of Retalhuleu.gif Retalhuleu | 1   | Juventud Retalteca                                                                                |
| Sacatepéquez                                      | 1   | Antigua GFC                                                                                       |
| Zacapa                                            | 1   | Zacapa                                                                                            |

## Posiciones
|  | Pos. | Equipos                   | PJ | PG | PE | PP | GF | GC | Dif. | PTS | Clasificación                         |
|  | ---- | ------------------------- | -- | -- | -- | -- | -- | -- | ---- | --- | ------------------------------------- |
|  | 1º   | Comunicaciones            | 28 | 21 | 3  | 4  | 69 | 28 | +41  | 45  | Copa de Campeones de la Concacaf 1962 |
|  | 2º   | Municipal                 | 28 | 18 | 6  | 4  | 68 | 28 | +40  | 42  |                                       |
|  | 3º   | Antigua Guatemala         | 28 | 15 | 6  | 7  | 66 | 47 | +19  | 36  |                                       |
|  | 4º   | Aurora                    | 28 | 12 | 7  | 9  | 54 | 43 | +11  | 31  |                                       |
|  | 5º   | Tipografía Nacional       | 28 | 12 | 7  | 9  | 52 | 43 | +9   | 31  |                                       |
|  | 6º   | Folgar                    | 28 | 10 | 7  | 11 | 42 | 50 | -8   | 27  | Descendido                            |
|  | 7º   | Xelajú MC                 | 28 | 10 | 7  | 11 | 54 | 59 | -5   | 24  |                                       |
|  | 8º   | Zacapa                    | 28 | 9  | 8  | 11 | 45 | 42 | +3   | 26  |                                       |
|  | 9°   | Universidad de San Carlos | 28 | 10 | 6  | 12 | 45 | 47 | -2   | 26  |                                       |
|  | 10º  | Sanarate                  | 28 | 11 | 3  | 14 | 59 | 73 | -14  | 24  |                                       |
|  | 11°  | Eureka                    | 28 | 10 | 4  | 14 | 39 | 54 | -15  | 24  | Descendido                            |
|  | 12°  | Chichicaste               | 28 | 10 | 4  | 14 | 50 | 59 | -9   | 24  |                                       |
|  | 13°  | Escuintla                 | 28 | 8  | 6  | 14 | 53 | 68 | -15  | 22  |                                       |
|  | 14°  | Juventud Retalteca        | 28 | 7  | 4  | 17 | 45 | 74 | -29  | 18  |                                       |
|  | 15°  | Quiché                    | 28 | 7  | 2  | 19 | 40 | 66 | -26  | 16  |                                       |
|  |      |                           |    |    |    |    |    |    |      |     |                                       |

## Campeón
| Campeón Temporada 1959-60 |
| Comunicaciones 3º Título  |
| ------------------------- |